# Dendronephthya speciosa
Dendronephthya speciosa är en korallart som beskrevs av Kükenthal 1905. Dendronephthya speciosa ingår i släktet Dendronephthya och familjen Nephtheidae. Inga underarter finns listade i Catalogue of Life.